# Tabernaemontana cymosa
Tabernaemontana cymosa är en oleanderväxtart som beskrevs av Nikolaus Joseph von Jacquin. Tabernaemontana cymosa ingår i släktet Tabernaemontana och familjen oleanderväxter. Inga underarter finns listade i Catalogue of Life.